# Wyższe Seminarium Duchowne w Radomiu
Wyższe Seminarium Duchowne w Radomiu – seminarium duchowne diecezji radomskiej Kościoła rzymskokatolickiego.

## Historia
Wyższe Seminarium Duchowne w Radomiu nie ma zbyt wielkich tradycji, bowiem jest instytucją dość młodą. Korzenie radomskiego seminarium znajdują się w diecezji sandomierskiej, skąd wywodzi się pierwsze pokolenie księży nowej diecezji radomskiej.
W 1981 r. po objęciu diecezji sandomierskiej Biskup Edward Materski rozpoczął starania u władz państwowych o zgodę na budowę gmachu seminaryjnego w Radomiu, a w 1983 r. podjął decyzję, by począwszy od roku akademickiego 1983/1984 alumni ostatniego roku zamieszkiwali w budynku „Centrum Katechetycznego” w Radomiu przy ul. Sienkiewicza 13. Tak rozpoczęło działalność tzw. „radomskie skrzydło seminaryjne”.
11 grudnia 1987 roku władze wojewódzkie wyraziły zgodę na budowę seminarium w Radomiu przy ulicy Młyńskiej, na terenie, który od 1930 r. był własnością diecezji.
Podczas wizyty w Radomiu 4 czerwca 1991 Jan Paweł II poświęcił budynek Wyższego Seminarium Duchownego.

## Zarząd
- Rektor: ks. kan. dr Marek Adamczyk
- Wicerektor:
- Prefekci: ks. dr Sławomir Czajka
- Ojcowie duchowni: ks. dr Grzegorz Lipiec, ks. dr Karol Kowalczyk
- Dyrektor ds. ekonomiczych: ks. mgr Rafał Widuliński

Źródło: Portal Diecezji Radomskiej.

## Rektorzy
- 1992–2006 – ks. prał. dr Wacław Depo (obecny metropolita częstochowski)
- 2006–2021 – ks. prał. dr Jarosław Wojtkun
- od 2021 – ks. kan. dr Marek Adamczyk